# 寧波之亂
寧波之亂（也称争贡之役、明州之亂、宗设之乱）發生於公元1523年（中國明朝嘉靖二年、日本室町時代大永三年）。事件起源于日本大名細川氏和大內氏势力爭相派遣贸易使团至大明國贸易，两团在抵达浙江宁波后因为勘合符效力之辩而引发冲突。大内氏代表謙道宗設等人追殺理虧的細川氏代表鸞岡瑞佐等人，沿路殃及浙江寧波一帶的居民，追击的备倭都指挥刘锦、千户张镗等明朝官兵战死。这一事件直接导致明朝政府废除福建、浙江市舶司，仅留广东市舶司一处，也导致明朝与日本的贸易途径断绝，倭寇滋生，为后来的“东南倭祸”埋下了伏笔。

## 緣由
中國明朝政府与日本的室町幕府間進行的“明日貿易”（又稱勘合貿易），開始於幕府第三代將軍足利義滿（約在明惠帝時）。由於明朝實行海禁政策防範海盜，貿易上為了區別被冊封為「日本國王」的幕府將軍（足利将軍家）官方貿易船與倭寇，所以發行了勘合符以示區分，這是國對國朝貢貿易的型態，限制十年一朝。貿易上，日方的參與人員是幕府的使節與隨行的博多或堺有力日本商人，但這期間仍然有走私貿易。
後來因為足利将軍家的家督之爭，導致了1467年應仁之亂（日本戰國時代自此開始），幕府對外的貿易權不再統一，幕府在堺港的貿易據點本來是堺的细川氏所掌控，但後來漸漸的被應仁之亂中因兵事崛起的山口新興勢力大内氏所凌駕，大內家還常常自行派出獨立的使節團進行貿易。此後大內氏與細川氏常為勘合符而产生冲突事件。

## 事件
明武宗即位後，大内家的遣明船（勘合船）船隊更獨占了正德勘合符。1523年，西海道大名、左京大夫大内義興任命謙道宗設為正使出遣明船，而細川政權當主細川高国為了對抗，随后南海道的足利氏管领、右京兆大夫高贡派遣鸞岡瑞佐為正使、宋素卿（朱縞）為副使，持已經失效的弘治勘合符（前任皇帝明孝宗的）出遣明船（路線上經由南海再到明朝）。
明朝規劃的對日朝貢貿易點是在浙江的寧波市舶司，當時大内氏的船隊，先于四月二十七日抵港，而鸞岡瑞佐与宋素卿的船队则较晚到达。这时大内氏的船队尚未检验勘合，市舶司等到双方船队都到达后，才开始验证。在检验堪合符的时候，因为新符和旧符的问题已经产生争执。然而對大內氏相當不利的，是細川氏船隊的副使宋素卿事先已对市舶司主管的太監賴恩行使贿赂，从而使較晚來的細川氏船隊，反而可先行入港檢查，使持當朝勘合符的大内氏反變成“非法”。在之后嘉宾堂上的款宴接待时，赖恩又让细川氏的鸞岡瑞佐和宋素卿坐在较为尊贵的右位。手拿正牌該任皇帝勘合符的大內氏船隊对此待遇十分不满，謙道宗設当时便命令自家船队人員打开东库，抢出按规定收缴保存的武器，从而襲擊了細川氏的船隊。宋素卿等逃跑後，謙道宗設又纵火焚毁了嘉宾堂，然后率领队伍沿灵桥门外北行经东渡门至和义门外，烧毁了宋素卿的船。受贿的太监赖恩暗地里向细川氏提供助力，然而謙道宗設的势力仍然较鸞岡瑞佐的为强。鸞岡瑞佐等寡不敌众，被迫逃出宁波，之後死於謙道宗設的追杀，宋素卿等人則逃到姚江一带，到绍兴城躲避。謙道宗設追至绍兴，要求城守交出宋素卿，但不果。于是謙道宗設一路杀掠回宁波西霍山洋，最后夺船出海，揚長而去。沿途中謙道宗設杀害了不少民众以及追捕的明朝追兵。备倭都指挥刘锦、千户张镗，执指挥袁班、百户刘恩被殺害。在自育王岭奔至小山浦之时，杀害了百户胡源。据清朝《明史纪事本末》一书记载，“浙中大震”，祸乱严重，对宁波民众造成极大滋扰。

## 后续及影响
宁波之乱最後演變成了嚴重的外交事件。巡按御史欧珠、镇守太监梁瑶奏闻，将宋素卿逮捕投入監中，謙道宗設夺船出海后遁入海岛，无法寻获。恰好在謙道宗設等逃亡途中，其中一船因遇风而漂至朝鲜海面，朝鲜守军擒获其中成员林望、古多罗等三十三人，当时朝鲜国王中宗李怿将这些人移送给明政府，而他们被发送到浙江，责令与宋素卿对簿公堂，揭出当时遣贡先后及符验真伪的问题，宋素卿遂被判死罪，但於嘉靖四年（1524年）二月先在獄中病故。明朝政府也在1529年廢除了寧波市舶司大監。明朝嘉靖十五年、日本天文五年（1536年），大内義隆重啟貿易。明朝嘉靖三十年、日本天文二十年（1551年），在大内義隆的家臣陶晴賢謀反成功後，繼位的大内義長被明朝視為篡位者，拒絕繼續進行貿易，明日貿易轉到寧波近海的双嶼或是舟山群岛进行私下貿易、走私貿易，沿海豪族、官員和商人相互勾結，逐漸演變出規模龐大的走私集團，也因此開展了後期倭寇的時代。

### 引用
1. ↑  梅新育. . 《学术研究》.
2. ↑  张廷玉，《明史·食货五·市舶》：“市舶既罢，日本海贾往来自如，海上奸豪与之交通，法禁无所施，转为寇贼。”
3. ↑  張豈之. . 書泉出版社. 2002. ISBN 9571128694.，第278頁.
4. ↑  张声振. . 吉林文史出版社. 1980.
5. 1 2 3  （清）谷应泰. . 吉林出版集团. 2005. ISBN 978-7-807-20069-7.，卷五十五
6. ↑  陈学霖. . 香港中文大学出版社. 1997. ISBN 978-9-622-01784-9.，第300页
7. ↑  （明）薛俊，《日本國考略·朝贡篇》：“大肆焚掠，所過地方， 莫不騷動，藉使不蚤為之計，寧波幾為所屠矣”
8. ↑  龔書鐸, 劉德麟. . 知書房出版集團. 2007. ISBN 978-9-867-15161-2. ，第134頁

### 网页
- 「海禁」與「倭寇」(1)
- 經濟史話：明代的海禁與走私[永久]
- 愚昧腐敗和誠信缺失引來的倭寇亂華[永久]
- （日語） http://www2s.biglobe.ne.jp/~tetuya/REKISI/kaizoku/ninpo.html （页面存档备份，存于）
- （日語）